# Aedes riparius
Aedes riparius é uma espécie de mosquito do género Aedes, pertencente à família Culicidae.